# Summitville (Indiana)
Summitville és una població dels Estats Units a l'estat d'Indiana. Segons el cens del 2000 tenia 1.090 habitants.

## Demografia
Segons el cens del 2000, Summitville tenia 1.090 habitants, 420 habitatges, i 304 famílies. La densitat de població era de 779,4 habitants/km².
Dels 420 habitatges en un 35% hi vivien nens de menys de 18 anys, en un 59,8% hi vivien parelles casades, en un 9,5% dones solteres, i en un 27,6% no eren unitats familiars. En el 25,5% dels habitatges hi vivien persones soles el 13,1% de les quals corresponia a persones de 65 anys o més que vivien soles. El nombre mitjà de persones vivint en cada habitatge era de 2,6 i el nombre mitjà de persones que vivien en cada família era de 3,07.
Per edats la població es repartia de la següent manera: un 29,6% tenia menys de 18 anys, un 5,7% entre 18 i 24, un 30,8% entre 25 i 44, un 20,5% de 45 a 60 i un 13,4% 65 anys o més.
L'edat mediana era de 34 anys. Per cada 100 dones de 18 o més anys hi havia 90,3 homes.
La renda mediana per habitatge era de 37.303 $ i la renda mediana per família de 42.500 $. Els homes tenien una renda mediana de 31.908 $ mentre que les dones 23.382 $. La renda per capita de la població era de 18.311 $. Entorn del 5,2% de les famílies i el 7,9% de la població estaven per davall del llindar de pobresa.

## Poblacions properes
El següent diagrama mostra les poblacions més properes.